# Kettly Noël
Kettly Noël (* 1968 in Port-au-Prince) ist eine haitianische Tänzerin, Choreografin und Schauspielerin.
Kettly Noël möchte den afrikanischen Tanz von der Tradition befreien und als zeitgenössischen Tanz neu erfinden. 

## Leben
Kettly Noël wurde in Haiti geboren und kam Anfang der 1990er Jahre nach Paris. Für die Sängerin Angélique Kidjo choreografierte sie für deren erfolgreichstes Musikvideo Agolo.
Ihr erstes choreografiertes Stück, Nanlakou, wurde 1995 uraufgeführt. 1999 zog sie nach Mali. Das Duett Tichèlbe (2002) gewann sowohl die Rencontres Choreographiques d’Afrique et d’océan Indien als auch den RFI Radio France Danse Award 2004. Noël gründete das Tanzfestival Dense Bamako Danse in Bamako.
2014 spielte Noël die Rolle der verrückten Zabou in Abderrahmane Sissakos Film Timbuktu.
Mit der Performance Zombification nahm sie 2017 an der Documenta 14 teil. 2017 wurde ihr der Orden Chevalier des Arts et Lettres verliehen.

## Arbeiten (Auswahl)
- 1995: Nanlakou
- 2002: Tichèlbè
- 2004: Errance
- 2010: Je m’appelle Fanta Kaba
- 2015: Je ne suis plus une femme noire (Ich bin keine Schwarze mehr)
- 2017: Panser la planète
- 2017: Zombification